# Korolár seržanta Sněhulky
Korolár seržanta Sněhulky je třetí díl první řady amerického televizního seriálu Teorie velkého třesku. V této epizodě hostují Sara Gilbert, Allen Nabors, Treisa Gary a Sherry Weston. Režisérem epizody je Mark Cendrowski.

## Děj
Leonard zastihne Penny, jak se před svým bytem líbá s klukem jménem Doug (Allen Nabors). Je z toho zklamaný, jelikož tajně doufal, že se mu podaří Penny získat. Ostatní kamarádi mu tedy navrhují, aby si vyšel s někým z práce. Leonard osloví kolegyni Leslie (Sara Gilbert), se kterou se experimentálně políbí. Leslie označí polibek jako „dobrý“, ale bez vzrušení. Leonardovy mnoho nepomůže ani taneční kurz s „žádoucími“ postaršími ženami, který mu doporučil Howard, a uvažuje o tom, že si pořídí hypoalergenní kočku, již by pojmenoval Einstein, Newton nebo seržant Sněhulka. Sheldon poukáže na fakt, že ho Penny přímo neodmítla, protože ji nepozval na rande. Jde to tedy napravit a zve ji na večeři. Ona si to však vyloží tak, že tam bude i zbytek party, což jí Leonard přímo nevyvrátí a musí si pak vymýšlet všechny možné důvody, proč ostatní přijít nemohli a proč je tedy na večeři s Penny sám. Penny se mu tam svěří s tím, že kluk, kterého líbala, není její přítel. Občasným víkendovým sexem se prý snaží zapomenout na svůj předchozí vztah. Leonard si v rámci svého nadšení nechtěně ublíží a Penny jej tak musí vézt domů. Ačkoliv Peny vytuší, že šlo o rande, Leonard nenajde odvahu to přiznat.

## Obsazení
| Johnny Galecki | Leonard Hofstadter |
| Jim Parsons    | Sheldon Cooper     |
| Kaley Cuoco    | Penny              |
| Simon Helberg  | Howard Wolowitz    |
| Kunal Nayyar   | Raj Koothrappali   |
| Sara Gilbert   | Leslie Winkle      |
| Allen Nabors   | Doug               |
| Treisa Gary    | servírka           |
| Sherry Weston  | instruktorka       |